# Repórter Estrábico
Repórter Estrábico é uma banda portuguesa de pop rock electrónico, formada nos anos 80. Trata-se de uma banda do Porto que se define como autora de "techno pop irónico". 
Na sua formação original, os Repórter Estrábico eram: Paula Sousa (sintetizador, sampler, piano e voz), António Olaio (voz), Paulo Lopes (guitarra), Luciano Barbosa (caixa de ritmos, percussão e voz), José Ferrão (guitarra) e Anselmo Canha (baixo).
Em 1991, lançam o álbum Uno Dos, com temas como "Disco Heavy", "Pois, Pois" e "John Wayne".
O álbum Bigo foi lançado em 1994. Seguiu-se Disco de Prata, em 1995.
Na editora Nortesul, lançam o álbum Mouse Music (1999).
Nos anos seguintes, foram lançados o EP Requiem (2002) e Eurovisão (2004). Depois, a banda entrou em hiato.
Luciano Barbosa, Anselmo Canha, Paulo Lopes e Manuel Ribeiro regressaram em 2017, após 10 anos de pausa, tendo atuado no Teatro Rivoli, no âmbito do ciclo Porto Best Of. Em 2018, lançaram o single "Separa o Lixo".
Luciano Barbosa, o seu carismático líder e vocalista, de seu verdadeiro nome Gonçalo Vaz, morreu a 2 de maio de 2019, aos 60 anos.

## Discografia[4]
- Uno Dos (1991)
- Bigo (1994)
- Disco de Prata (1995)
- Mouse Music (1999)
- Requiem (EP) (2002)
- Eurovisão (2004)